# Сухая Атя
Суха́я А́тя — посёлок в Ашинском районе Челябинской области России. Входит в состав Укского сельского поселения.

## География
Расположен в 6,9 километрах южнее федеральной автодороги М-5 «Урал».
Через посёлок протекает река Атя.
Уличная сеть посёлка состоит из 3 улиц.

## История
В 1972—1994 годах — административный центр Сухо-Атинского сельсовета

## Население
| 2002 | 2010 |
| ---- | ---- |
| 217  | ↘154 |

По данным Всероссийской переписи, в 2010 году численность населения посёлка составляла 154 человека (71 мужчина и 83 женщины).

## Инфраструктура
Основа экономики — лесное хозяйство.
Сельский клуб.

## Достопримечательности
В окрестностях посёлка находится самая длинная в Челябинской области пещера Сухая Атя с длиной ходов до 2130 м и амплитудой 75 м.